# Pervis Ellison
Pervis Ellison (ur. 3 kwietnia 1967 w Savannah) – amerykański koszykarz, środkowy, laureat nagrody dla zawodnika, który poczynił największy postęp.

## Kariera sportowa
W 1985 wystąpił w meczu gwiazd amerykańskich szkół średnich - McDonald’s All-American.

## Osiągnięcia

### NCAA
- Mistrz NCAA (1986)[3]
- Most Outstanding Player (MOP=MVP) turnieju NCAA (1986)[4]
- Zawodnik roku konferencji Metro (1988)
- MVP turnieju konferencji Metro (1986, 1989)
- Wybrany do:
  - I składu: 
    - Metro Conference (1987–1989)
    - All-American (1989)[5]
    - turnieju NCAA (1986)[6]
- II składu All-American (1986)[5]

### NBA
- Zdobywca nagrody dla zawodnika, który poczynił największy postęp - NBA Most Improved Player Award (1992)[1]
- Zawodnik tygodnia NBA (22.12.1991)[7]

### Reprezentacja
- Wicemistrz igrzysk panamerykańskich (1987)[8]